# Demigod (álbum)
Demigod é o sétimo álbum da banda de Death Metal Behemoth.

## Musicas
1. Sculpting the Throne ov Seth - 4:41
2. Demigod - 3:31
3. Conquer All - 3:29
4. The Nephilin Rising - 4:20
5. Towards Babylon - 3:22
6. Before the Æons Came - 2:58
7. Mysterium Coniunctionis (Hermanubis) - 3:42
8. Xul - 3:11
9. Slaves Shall Serve - 3:04
10. The Reign of Shemsu-Hor - 8:26

## Membros
- Nergal - Vocal, Guitarra
- Orion - Baixo, Vocal
- Inferno - Bateria
- Seth - Guitarra, Vocal

### Participações
- Karl Sanders (Nile) - Solo em "Xul"